# 미링호

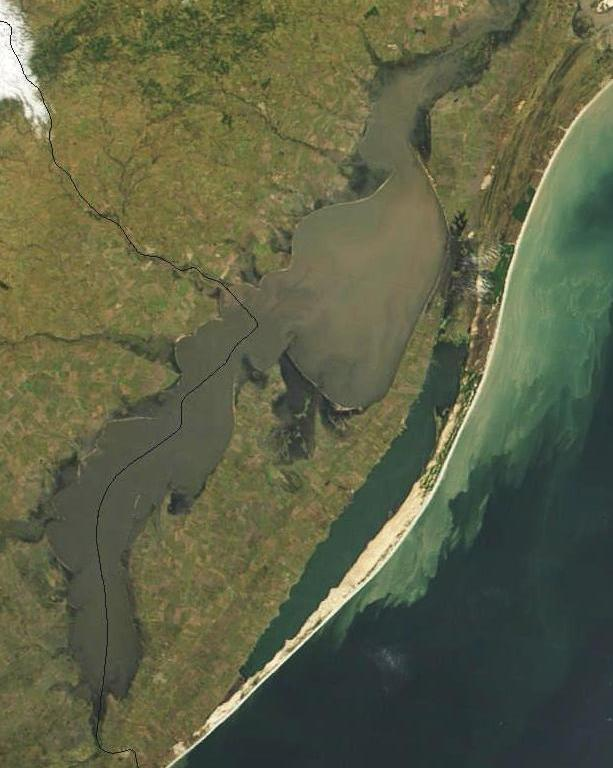

미링호(브라질 포르투갈어: Lagoa Mirim) 또는 메린호(스페인어: Laguna Merín)는 남아메리카의 브라질과 우루과이에 걸쳐 있는 호수이다. 최대 너비 약 48km, 길이 약 190km, 면적 3,994km²이다.
대서양 연안의 석호(潟湖)이다. 대서양 쪽으로는 좁은 모래톱으로 된 지협이 나 있고, 북쪽의 히우그란지를 통해 파투스호와 연결된다.